# Québecs viceguvernör

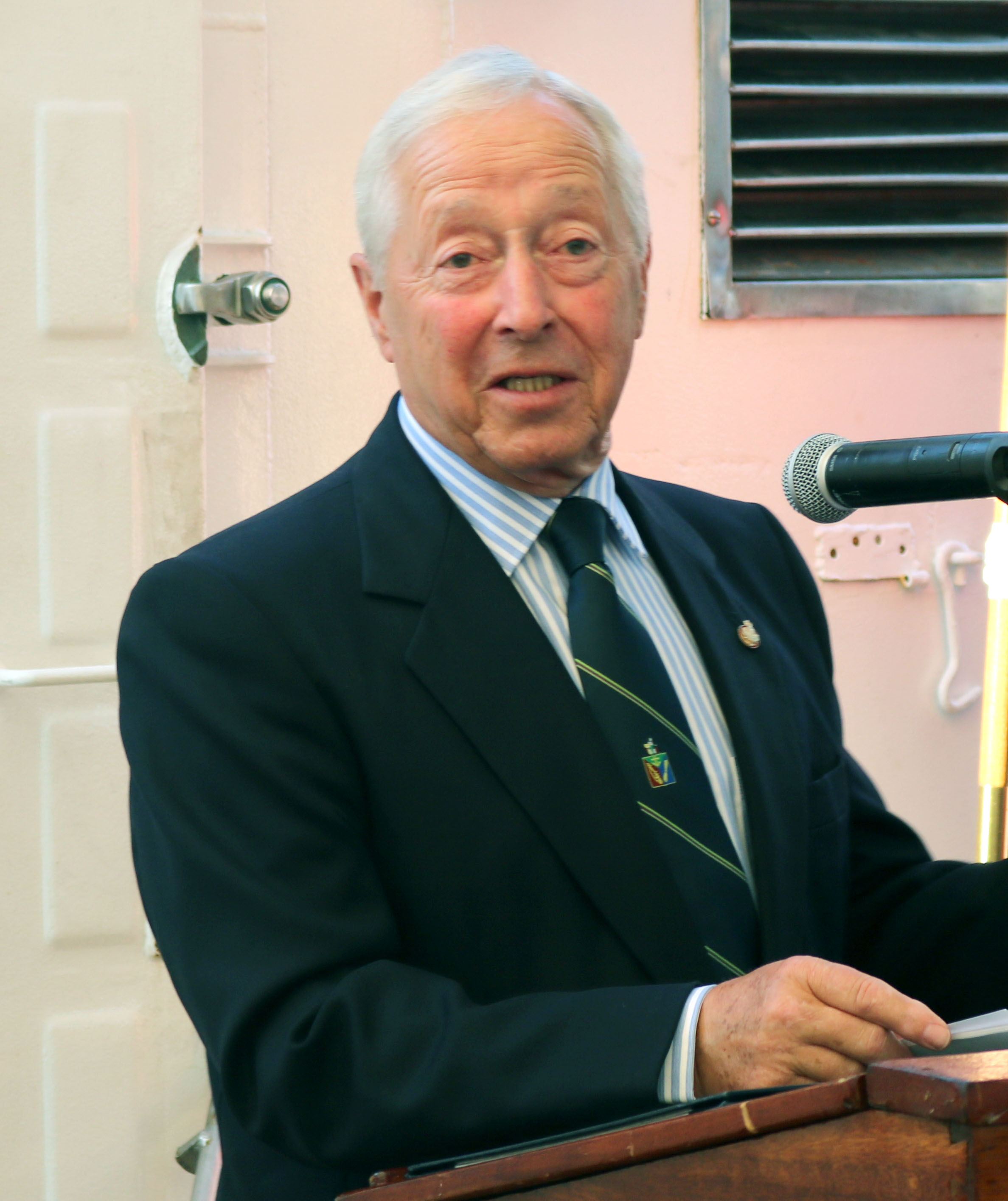
J. Michel Doyon.

Québecs viceguvernör (franska (maskulin): Lieutenant-gouverneur du Québec, eller (feminin): Lieutenante-gouverneure du Québec) är vicekungsrepresentant för Kandadas monark, Kung Charles III av Storbritannien. Viceguvernören utses på samma sätt som andra provinsiella vicekonungar i Kanada. Den nuvarande och 29:e viceguvernören är J. Michel Doyon sedan den 24 september 2015.